# Martin Rhodes
Martin Rhodes est un homme politique britannique, membre du parti travailliste écossais. Il est député de Glasgow Nord depuis 2024.

## Carrière
Il est précédemment conseiller travailliste écossais dans le ward de Maryhill (en) (2012 à 2017) et Partick East/Kelvindale (en) (2017 à 2022) au conseil municipal de Glasgow. Il est membre exécutif de l'administration travailliste précédente et a également été porte-parole du groupe travailliste de Glasgow pour les communautés.
Il est élu président honoraire du parti travailliste LGBT+ d'Écosse en février 2020,.
Il est le directeur général du Scottish Fair Trade Forum (en), une organisation caritative qui milite pour un commerce éthique.